# Xerothamnella parvifolia
Xerothamnella parvifolia är en akantusväxtart som beskrevs av Cyril Tenison White. Xerothamnella parvifolia ingår i släktet Xerothamnella och familjen akantusväxter. Inga underarter finns listade i Catalogue of Life.